# Лонг, Максвелл
Ма́ксвелл Уо́рбёрн Лонг (англ. Maxwell Warburn Long; 16 октября 1878, Белмонт, Массачусетс — 4 марта 1959, Нью-Йорк, Нью-Йорк) — американский легкоатлет, чемпион летних Олимпийских игр 1900.
На Играх Лонг участвовал только в соревнованиях по бегу на 400 м. Сначала он выиграл полуфинал с новым Олимпийским рекордом, а затем и финал, снова побив уже собственное достижение. Со своим результатом 49,4 с, Лонг стал чемпионом Игр.
В том же году на соревнованиях в Нью-Йорке Лонг установил первый мировой рекорд в этой дисциплине — 47,8 с.